# Albert Gore, Sr.

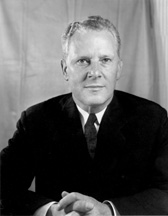
Albert Gore, Sr.

Albert Arnold "Al" Gore, född 26 december 1907 i Granville, Tennessee, död 5 december 1998 i Carthage, Tennessee, var en amerikansk demokratisk politiker. Han var senator för Tennessee från 1953 till 1971. Albert Gore var far till vicepresidenten och presidentkandidaten Al Gore.
Gore inledde 1936 sin karriär som advokat i Carthage. Han var ledamot av USA:s representanthus 1939–1944 och 1945–1953. Han besegrade ämbetsinnehavaren Kenneth McKellar i demokraternas primärval inför 1952 års senatsval och omvaldes 1958 och 1964. Han var en av de 27 senatorer (21 demokrater, sex republikaner) som röstade emot Civil Rights Act 1964 och deltog tillsammans med bland andra Robert Byrd i en 83 dagar lång filibuster mot lagen men modererade sina åsikter i rasfrågan och stödde följande år Voting Rights Act. 1970 förlorade han omval till en fjärde sexårsperiod mot republikanen Bill Brock.
Gores grav finns på Smith County Memorial Gardens i Carthage, Tennessee.